# Waterpolo en los Juegos Suramericanos de 2010
El waterpolo en los Juegos Suramericanos de 2010 se llevaron a cabo entre los días 20 y 25 de marzo. 

## Polo Acuático
El campeón de la especialidad Waterpolo fue  Argentina y  Brasil.

## Equipos participantes
| Torneo masculino - Argentina - Brasil - Colombia - Ecuador - Perú - Venezuela | Torneo femenino - Argentina - Brasil - Colombia - Venezuela |

## Resultados
| Evento    | Oro       | Plata     | Bronce    |
| --------- | --------- | --------- | --------- |
| Masculino | Argentina | Colombia  | Brasil    |
| Femenino  | Brasil    | Venezuela | Argentina |

### Medallero
Los resultados del medallero por información de la Organización de los Juegos Medellín 2010
fueron:

#### Medallero Total
País anfitrión en negrilla. La tabla se encuentra ordenada por la cantidad de medallas de oro
| Núm.  | País      | Oro | Plata | Bronce | Total | Orden por Total |
| ----- | --------- | --- | ----- | ------ | ----- | --------------- |
| 1     | Argentina | 1   | 0     | 1      | 2     | 1               |
| 1     | Brasil    | 1   | 0     | 1      | 2     | 1               |
| 2     | Colombia  | 0   | 1     | 0      | 1     | 2               |
| 2     | Venezuela | 0   | 1     | 0      | 1     | 2               |
| TOTAL | TOTAL     | 2   | 2     | 2      | 6     |                 |

#### Medallero por Género
País anfitrión en negrilla. La tabla se encuentra ordenada por la cantidad de medallas de oro
| Clasificación por Oro | País      | Hombres | Hombres | Hombres | Hombres | Mujeres | Mujeres | Mujeres | Mujeres | Mixtos | Mixtos | Mixtos | Mixtos | TOTAL | Clasificación por Total |
| Clasificación por Oro | País      |         |         |         | Total   |         |         |         | Total   |        |        |        | Total  | TOTAL | Clasificación por Total |
| 1                     | Argentina | 1       | 0       | 0       | 1       | 0       | 0       | 1       | 1       | 0      | 0      | 0      | 0      | 2     | 1                       |
| 1                     | Brasil    | 0       | 0       | 1       | 1       | 1       | 0       | 0       | 1       | 0      | 0      | 0      | 0      | 2     | 1                       |
| 2                     | Colombia  | 0       | 1       | 0       | 1       | 0       | 0       | 0       | 0       | 0      | 0      | 0      | 0      | 1     | 2                       |
| 2                     | Venezuela | 0       | 0       | 0       | 0       | 0       | 1       | 0       | 1       | 0      | 0      | 0      | 0      | 1     | 2                       |
| TOTAL                 | TOTAL     | 1       | 1       | 1       | 3       | 1       | 1       | 1       | 3       | 0      | 0      | 0      | 0      | 6     |                         |